# دولنی روژینکا
دولنی روژینکا (به چکی: Dolní Rožínka) یک منطقهٔ مسکونی در جمهوری چک است که در ناحیه ژدار ناد سازاووو واقع شده‌است. دولنی روژینکا ۴٫۴۶ کیلومتر مربع مساحت و ۶۳۰ نفر جمعیت دارد و ۵۰۲ متر بالاتر از سطح دریا واقع شده‌است.